# سيستوداريا
الشرطاوات أو السيستوداريا هي أحد شعيبتي (تصغير شعبة) صنف الديدان الشريطية. تمتلك يرقاتها عشرة خطاطيف عند نهايتها الخلفية.